# 沙尔合提·阿汗
沙尔合提·阿汗（1961年11月—），新疆阿勒泰地区福海县人，男，哈萨克族，中华人民共和国政治人物。1981年1月参加工作，1987年4月加入中国共产党。新疆商业学校财会专业毕业，中央党校研究生院经济管理专业毕业。现任第十四届全国人大常委会委员、民族委员会副主任委员。

## 生平
1978年3月，在新疆商业学校财会专业学习。1981年1月，任阿勒泰地区财校教师。1983年1月，任福海食品公司记帐员。1985年1月，任中共福海县委组织部干事。1986年6月，任福海县团委副书记。1988年1月，任福海县经委副主任。1989年1月，任福海县糖厂党委副书记、副厂长。
1994年11月，任福海县县长助理。1995年7月，任地区经贸委副主任。1996年11月，任地委组织部副部长。2001年1月，任中共富蕴县委副书记、县长。2005年2月，任阿勒泰地区行署副专员。2008年3月，任新疆维吾尔自治区民族事务委员会（宗教事务局）党组成员、副主任（副局长）。2011年2月，任新疆畜牧厅厅长、党组副书记。2012年4月，任中共塔城地委副书记、行署专员。2016年6月，任新疆生产建设兵团党委常委、副政委。
2016年11月2日，任中共新疆维吾尔自治区党委常委，晋升副部级。2016年11月29日，当选自治区总工会主席。，不再担任新疆生产建设兵团副政委。2017年2月起，兼任自治区党委政法委副书记。2017年3月至2018年1月，兼任中共昌吉回族自治州委书记。2018年2月，代理自治区党委秘书长。2018年10月25日，中华全国总工会第十七届执行委员会召开第一次全体会议，选举全总十七届执委会主席、副主席和主席团委员，他当选为全总主席团委员。2022年1月，当选为新疆维吾尔自治区人大常委会副主任。
2013年，当选第十二届全国人民代表大会新疆地区代表。2023年3月，当选为第十四届全国人大常委会委员、民族委员会副主任委员。